# ラ・セゾン
「ラ・セゾン」（LA SAISON）はアン・ルイスの20枚目のシングル。1982年6月5日にビクター音楽産業から発売された。規格品番はSV-7223。

## 背景
1981年に長男の美勇士を出産し、育児に専念するため音楽活動を休業していたアン・ルイスが活動を再開した最初のシングル。作詞を手掛けたのは、かつてアイドル歌手として活躍した山口百恵こと三浦百恵。百恵は既に引退し一般人となっていたが、アンと百恵が友人関係だったことから歌詞の提供は実現した。作詞の依頼を受けた際に百恵は「再び頑張ろうとしているアンのために書く。ただしこれっきりよ」と快諾してくれたという。タイトルの “ラ・セゾン” はフランス語で「季節」の意だが、フランス語の学識のある百恵は「発情期」という意味合いを持つこの語をあえて選択し、男女の業の深い世界を表現した。
作曲は、事務所の先輩でもありアンがかねてより大ファンであった沢田研二が手掛けた。沢田に楽曲の提供を依頼した際、アンは「『ス・ト・リ・ッ・パ・ー』のような曲を書いてほしい」との注文をつけたという。
アン・ルイス自身では極初期の歌謡ロックで、この曲から振り切ったと言っても過言ではない。
TBSテレビ『ザ・ベストテン』では、アン自身唯一のランクイン曲となった。（この他、1978年の「女はそれを我慢できない」と、1984年の「六本木心中」の2曲で「今週のスポットライト」コーナーに出演している。）
1993年9月22日には、オリジナル・カラオケ付きのCDシングルが発売されている。

## 収録曲
- 2曲共に、作詞：三浦百恵／作曲：沢田研二／編曲：伊藤銀次

1. ラ・セゾン（3分37秒）
2. Clumsy Boy（3分31秒）